# Stenoonops scabriculus
Stenoonops scabriculus är en spindelart som beskrevs av Simon 1891. Stenoonops scabriculus ingår i släktet Stenoonops och familjen dansspindlar. Inga underarter finns listade i Catalogue of Life.